# Roman Siła-Nowicki
Roman Siła-Nowicki (ur. 21 kwietnia 1893 r. w guberni samarskiej) – kapitan piechoty Wojska Polskiego, starosta ropczycki oraz włodzimierski.

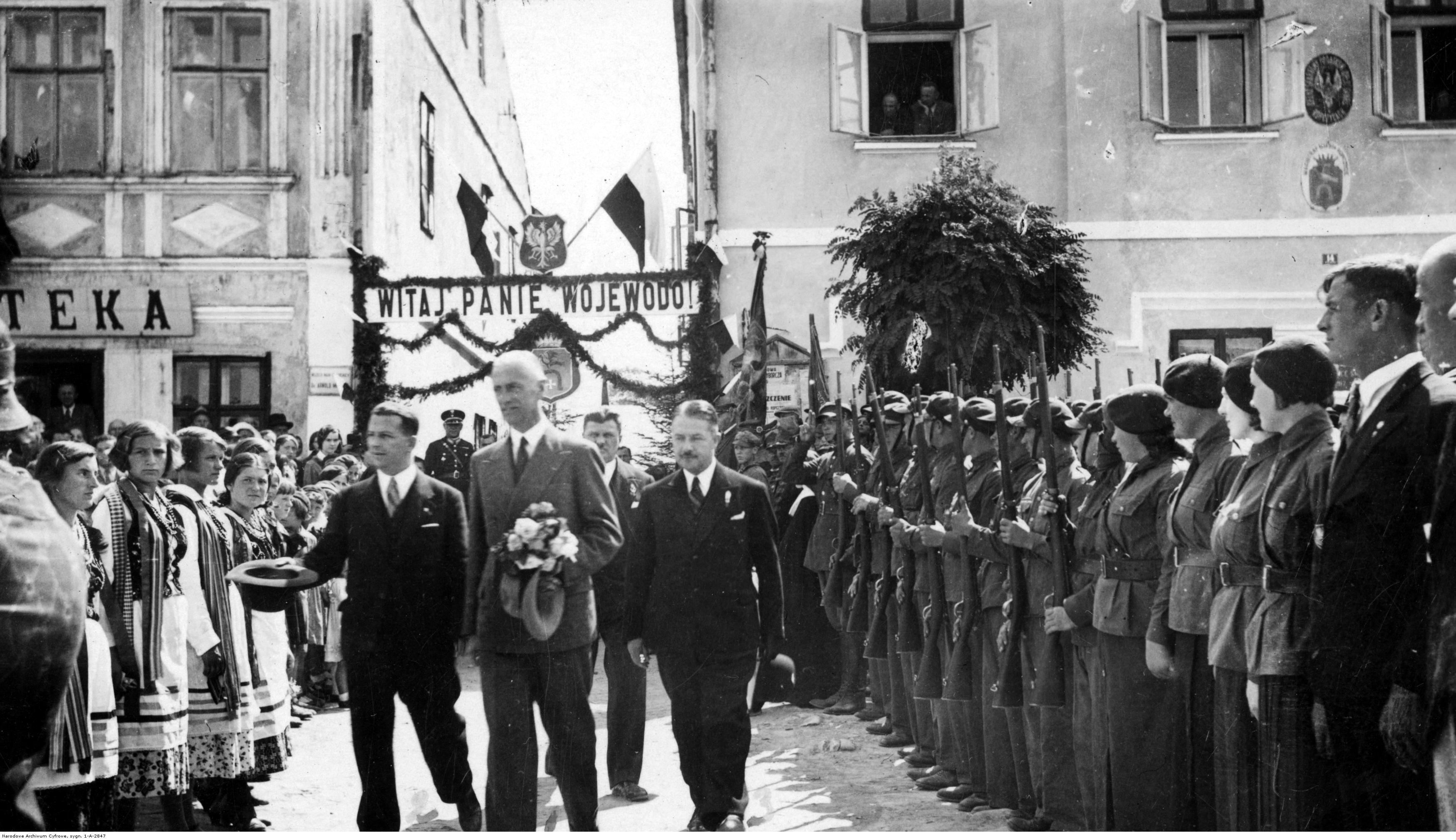
Powitanie wojewody krakowskiego Władysława Raczkiewicza (na pierwszym planie, w środku) na rynku w Ropczycach. Widoczni m.in. wicewojewoda krakowski Piotr Małaszyński (na pierwszym planie, z lewej), starosta ropczycki Roman Siła-Nowicki (na pierwszym planie, z prawej).

## Życiorys
W początkowym okresie formowania Wojska Polskiego przydzielony został do dowództwa 18 Dywizji Piechoty. Następnie na podstawie rozkazu L. 1868 przeniesiony został z 18 Dywizji Piechoty do 50 pułku piechoty Strzelców Kresowych im. Francesco Nullo, gdzie w okresie wojny polsko-bolszewickiej pełnił funkcję dowódcy I batalionu. 1 czerwca 1921 roku pełnił służbę w dowództwie Odcinka Kordonowego Równo, a jego oddziałem macierzystym był 50 pułk piechoty. W 1922 roku został przeniesiony do rezerwy. 
Do 1934 r. pracownik Starostwa Powiatowego w Brasławiu, jak również członek oraz delegat zarządu Powiatowej Federacji Polskiego Związku Obrońców Ojczyzny w Brasławiu. 
W okresie od 1934 do 1937 roku pełnił funkcję starosty powiatu ropczyckiego, wówczas wraz z dr Kazimierzem Duchem podjął inicjatywę przeniesienia siedziby powiatu do Dębicy, co nastąpiło w 1937 r. Podczas powodzi w 1934 r. stanął na czele Powiatowego Komitetu Przeciwpowodziowego, wykazał się również jako działacz społeczny między innym przewodniczył Towarzystwu Przyjaciół Akademika oraz Powiatowemu Związku Straży Pożarnych RP w Ropczycach. Przyczynił się również do powstania tygodnika Głos Ziemi Ropczyckiej, którego redaktorem był Władysław Łukasik. W okresie od 1938 do 1939 roku pełnił funkcję starosty powiatu włodzimierskiego Prywatnie był filatelistą. Pochowany na cmentarzu Powązki Wojskowe w Warszawie (kwatera B14-7-16).

## Ordery i odznaczenia
- Medal Zwycięstwa